# Oedignatha bicolor
Oedignatha bicolor là một loài nhện trong họ Corinnidae.
Loài này thuộc chi Oedignatha. Oedignatha bicolor được Eugène Simon miêu tả năm 1896.